# Tolai
Pour les articles homonymes, voir Tolai (homonymie).

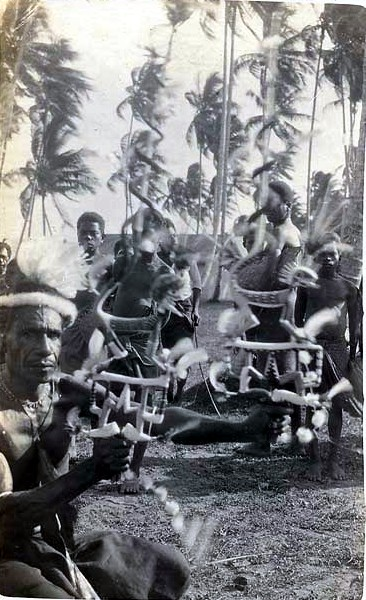
Danseurs Tolai, Malakuna près de Rabaul, Papouasie Nouvelle Guinée. 1918.

Les Tolai (prononcer « tolaï ») sont un peuple autochtone de la péninsule de Gazelle et des îles du Duc-d’York, en Nouvelle-Bretagne orientale (Papouasie-Nouvelle-Guinée). Ils sont proches des peuples qui habitent la Nouvelle-Irlande proche et on suppose qu'ils ont migré sur cette péninsule relativement récemment, en déplaçant le peuple Baining vers l'ouest.
La majorité des Tolai parle kuanua (environ 100 000 locuteurs). Deux autres langues parlées sont le minigir et le bilur, chacune avec environ 2 000 locuteurs.